# Leila Nda
Leila Ndabirabe (26 giugno 1990) è una modella belga.

## Biografia
Nata in Burundi, a causa della guerra civile all'età di 10 anni si è trasferita insieme alla famiglia a Bruxelles. Prima di intraprendere la carriera di modella ha studiato legge presso la Université libre de Bruxelles.

### Carriera
La carriera da modella è iniziata a 19 anni, dopo aver firmato un contratto con l'agenzia IMM Bruxelles. Da allora ha sfilato per molte case di moda come Bottega Veneta, Emilio Pucci, Gucci, Hugo Boss, Roberto Cavalli, Sportmax, Giorgio Armani, Valentino, Dolce&Gabbana e molti altri. Nel 2016 è stata sulla copertina di Harper's Bazaar UK, ed è stata scelta da Dolce&Gabbana per essere testimonial della campagna primavera/estate.
Nel 2015 e 2017 ha sfilato al Victoria's Secret Fashion Show.

## Campagne pubblicitarie
- Agent Provocateur (2021)
- Alexander Wang A/I (2015)
- Brandon Maxwell A/I (2015)
- Dolce&Gabbana P/E (2016)
- Philipp Plein P/E (2014)
- Roberto Cavalli Collection (2021)